# Fontana (Kalifornija)
Fontana je grad u američkoj saveznoj državi Kaliforniji, u okrugu San Bernardino. Prema službenoj procjeni iz 2009. godine ima 189.021 stanovnika. Nalazi se u urbanom području poznatom kao Inland Empire, oko 13 km zapadno od sjedišta okruga, San Bernardina, 16 km sjeverno od Riversidea, 26 km sjeverozapadno od Moreno Valleya te 75 km istočno od Los Angelesa.
Grad je 1913. godine osnovao A. B. Miller. U početku je Fontana bila ruralni gradić, poznat po farmama kokošiju i svinja te po nasadima citrusa i oraha. Tijekom 20. stoljeća naglo se razvijala te je danas jedan od gradova koji gravitiraju Los Angelesu i susjednim većim gradovima, kao i strateško regionalno središte transportne industrije. To je rezultat povoljnog položaja Fontane na sjecištu nekoliko važnih prometnica: autocesta Interstate 10, 15 i 210. Uz njih su izgrađena brojna skladišta i distribucijski centri u koje se roba dovozi cestom i željeznicom iz luka Los Angeles i Long Beach te se šalje diljem Sjeverne Amerike.
U Fontani često puše jak, vruć i suhi vjetar Santa Ana, koji dolazi iz pustinje Mojave kroz prolaz Cajon u planinama San Gabriel.

## Stanovništvo
Prema popisu stanovništva iz 2010. u njemu je živjelo 196.069 stanovnika.

## Vanjske poveznice
- Službena stranica (engl.)

### Ostali projekti
|  | Zajednički poslužitelj ima još gradiva o temi Fontana, Kalifornija |